# Florida (Valle del Cauca)
Florida es un municipio del departamento del Valle del Cauca en Colombia, con su propia administración municipal, debido a que es una entidad territorial que hace parte administrativamente al Departamento del Valle del Cauca. 

## Símbolos
Los símbolos patrios municipales fueron aprobados por el concejo municipal mediante acuerdo n.º 009 de 1968 sancionado por el alcalde Pedro Vargas el día 18 de julio del mismo año.
Escudo de Florida, Valle.
El escudo está dividido en 4 partes:
-En la primera franja hay una orquídea que representa la Flor Nacional.
-En la segunda franja hay un templo que demuestra el culto de los floridanos a su creador.
-En la tercera franja hay una rueda con la cual se muele la caña de azúcar en los trapiches.
-En la cuarta franja se representa el pueblo cuando fue fundado, con sus montañas y el río Frayle, también hay una mata de caña de azúcar representando el producto básico de la economía del municipio y un cuerno que arroja las frutas que se cultivan en esta región.
Bandera de Florida, Valle.
La bandera de Florida mide 1.50 metros de ancho por 2.00 metros de longitud. Está compuesta por tres franjas horizontales de igual tamaño y ubicados en su orden, los colores son: verde, blanco y amarillo, cada color tiene su significado.
-El verde: Significa la belleza de las montañas y valles que rodean nuestro municipio.
-El blanco: Significa la paz de sus pobladores.
-El amarillo: Significa la riqueza del municipio basada en el cultivo de la caña de azúcar y su diversidad de productos.

## Geografía

### Límites municipales
El Municipio de Florida se localiza al sur oriente del departamento del Valle del Cauca, 
- Norte: Municipio de Candelaria y Pradera (Valle del Cauca)
- Sur: Municipio de Miranda (Cauca)
- Este: Municipio de Rioblanco (Tolima)
- Oeste: Municipio de Candelaria (Valle del Cauca)

Sus pisos térmicos varían de los 500 metros sobre el nivel del mar hasta los 4.400 metros; tiene suelo quebrado, semiquebrado y plano.  Los pisos térmicos varían desde el templado al páramo, siendo sus mayores elevaciones Pico Iraca y Pico Horizontes.

### Ubicación
El municipio de Florida se halla al sur oriente del departamento del Valle del Cauca, en la región andina de Colombia. Exactamente en el valle geográfico del río cauca cerca del piedemonte de la cordillera central. A una distancia con la capital del departamento, Santiago de Cali a 40.8 km (25 millas); 
Al norte con el municipio de Pradera, seguidamente vía terrestre que comunica con el municipio de Palmira.
Al este se encuentra el Departamento de Tolima
Al sur conduce hacia el municipio de Miranda (Cauca) y al oeste con el municipio de Candelaria.

### Hidrografía
Cuenta con afluentes, mayores como el río Frayle, el río Párraga en límites con el municipio de Pradera, el río Desbaratado en límites con el municipio de Miranda (Cauca) y el río Las Cañas. Además cuenta con otros afluentes menores como el río Limones, la quebrada Los Negros, la quebrada La Pastucera, la quebrada Aguas Calientes y la quebrada El Carisucio, entre otras más que desembocan en los afluentes mayores.
Florida es cruzada por los ríos: 
- Aguadita
- Caleños
- Cañas
- Desbaratado
- Frayle
- Párraga
- San Antonio
- San Rafael
- Santa Bárbara

## División Político-Administrativa

### Comunas
La cabecera municipal se encuentra dividido en 5 comunas (en la que se encuentra ciertos barrios):
- Comuna 1: conformada por los barrios: Urbanización El Cedro, Quinamayó, La Esperanza, Los Cristales.

- Comuna 2: conformada por los barrios: San Jorge, El Pérez, Villa Nancy Etapa I, Villa Nancy Etapa II.

- Comuna 3: conformada por los barrios: Nuevo Horizonte, El Paraíso, Urbanización La Hacienda, Bosques de la Hacienda, Urbanización El Progreso.

- Comuna 4: conformada por los barrios: Moncaleano, Ciudadela Don Paco, San Antonio, Los Almendros, Urbanización La Aurora, El Recreo, Los Pinos, La Esmeralda, Urbanización Camino Real, Urbanización San Luis.

- Comuna 5: conformada por los barrios: Absalón Fajardo, Pubenza, Urbanización Río Frayle Etapa I, La Cabaña, Jorge Eliecer Gaitán.

### Corregimientos
Florida tiene constituidos los siguientes corregimientos:
- San Antonio de Los Caballeros
- San Francisco

Centros poblados
Los demás centros poblados no hace parte de ningún otro corregimiento o no se ha definido a cual de los dos actuales pertenecen:
- Chococito
- El Ingenio
- El Pedregal
- El Tamboral
- La Diana
- Las Guacas
- Los Caleños
- Los Caleños
- Remolino
- San Juan Páez
- Simón Bolívar
- Tarragona

Veredas
El municipio tiene constituido las siguientes veredas: Cañas Arriba - Simón Bolívar, Cañas Abajo, Perodias, La Acequia, Perodias, Los Negros, La Unión, Agua Azul, Tamboral, Paz del Agrado, Santo Domingo, Miravalle, Pueblo Nuevo, San Joaquín – Tálaga.

## Historia

### Cronología
- 1667: Primer documento en relación con la hacienda Perodias.
- 1826: Se crea por decreto del 1 de julio el curato de Perodias.
- 1833: El 22 de septiembre  cambia su nombre de Perodías a Florida.
- 1835: El día 22 de octubre, Los señores Julian y Santos Bedoya protocolizan en Palmira el acta de donación de terrenos.
- 1864: El 22 de enero es elevado a la categoría de Distrito por la municipalidad de Palmira.
- 1867: El 15 de marzo, se le segrega el caserío del Bolo.
- 1994: El día 31 de enero, ocurre la Avalancha del río Frayle

La fundación de este municipio no ha podido ser precisada con exactitud, según los datos recopilados por algunos historiadores e incluso el arquitecto Jacques Aprile Gniset (quien recopila parte de esta historia), con fuentes notariales de Palmira , de acuerdo con las cuales se infiere que Florida surge como población en la década de 1830 por la donación de terrenos que hicieron los hermanos Santos y Julián Bedoya al Presbítero Juan Ignacio López. Según consta en el documento de donación de terrenos del 22 de octubre de 1835. Sin embargo, de acuerdo con investigaciones recopiladas por el Centro de Estudios Históricos Marco Antonio Valencia con documentos hallados en la curia arquidiocesana de Popayan, en 1825 Perodias es mencionado en el primer censo del cantón de Palmira y un año después es creado el curato a solicitud de los vecinos, el 1.º de julio de 1826:

Vistos: en atención á lo que resulta de este expediente, y en uso de las facultades, que concede á esta Intendencia la ley de patronato, y el Art. 23 del Decreto del Supremo Poder Ejecutivo de 30 de Marzo del año pp°, se erige la nueva parroquia de Perodias comprendida entre los Ríos del Desbaratado, y el Bolo, la Cordillera de los Andes, y el Callejón de Coloradas, hasta los linderos de la Hacienda del finado Sr. Cayetano Escobar, quedando agregada dicha parroquia al Cantón de Palmira, cuya línea divisoria del de Caloto será en lo sucesivo el Río del Desbaratado, y se nombra para cura propietario de la misma al Sr. Presbítero Francisco Quijano y Lemos, electo unánimemente por el vecindario con arreglo á la citada ley, á quien para la posesión, uso, y ejercicio se librará el titulo correspondiente. Comuníquese a los jefes políticos respectivos, y devuélvase el expediente al Ilustrísimo Sr. Obispo para que se sirva hacerlo saber a quienes corresponda, y para las ulteriores diligencias que convengan. Vergara.- Urrutia” (firmado)

El primer documento en relación con la hacienda Perodias data del año de 1667 y relaciona una remisión de reses hacia el sur del virreinato por parte del capitán Cristóbal Silva Saavedra, de acuerdo con documentos del Archivo Central del Cauca. Otros autores, afirman que:
En cuanto al caserío Perodias, este se hallaba en la Hacienda Doctrinera Jesuita, que era propiedad del Obispo Pedro Días Cienfuegos como consta en los archivos que se hallan en Quito, a quien la corona le había cedido este indiviso con el fin de adoctrinar indígenas y a su vez utilizar mano de obra esclava negra en las labores de la hacienda. Sin embargo, su misión fue afectada cuando se les obligó a salir de estas tierras quedando la hacienda en manos de los sacerdotes franciscanos de Popayán como consta en los archivos del Perú y del Archivo de Indias en España. Por tal motivo la hacienda llevó el nombre de su fundador, quien no pudo regresar nunca a la hacienda, falleciendo lejos de ella y con deseos de regresar.Según la ruta que se ha seguido de lo escrito por el arquitecto en varios de sus estudios, se ha podido rescatar también que, la fundación del casco urbano de Florida, para el año de 1834,  los señores Julián  y Santos Bedoya hermanos, junto con el presbítero Juan Ignacio López, donaron  las tierras, para el trazado de la plaza principal y algunas calles. Allí no aparece nadie más donando tierras...las vendieron a las personas que estuvieron bajo condición de esclavitud que ya estaban libertos y a los mestizos...incluso en el juego de naipes y la chicha se perdían lotes pequeños que comenzaron a ser usufructuados por sus nuevos propietarios de esta manera Florida sobre un asentamiento palenquero comenzó su existencia, como lo menciona la historiadora Pena, en su texto sobre palenques en el Gran Cauca. Aunque es más cierto decir que el pueblo se hallaba conformado como en el resto del cantón y la provincia por algunos blancos, mestizos, pardos y esclavos, como lo constanta el censo del año 1825.
Es más cierto decir, que Florida se fundó inicialmente como parroquia sujeta al cantón de Palmira(Zúñiga,2011), el 22 de septiembre de 1833, fecha registrada en el II libro Parroquial de Bautizos de los años 1832 a 1836 o también podemos tomar como fecha de fundación el 22 de octubre de 1835 fecha en que se protocolizó la escritura de donación de los terrenos; es más probable que la fecha de fundación sea la primera, porque en la segunda lo que se está es legalizando la donación de los terrenos, pero ya estaban construida la iglesia y ya se habían trazado las calles y vendido los terrenos de la plaza, en cualquiera de los dos casos esto cambia la idea que algunas personas y escritos plantean sobre la fundación; en los cuales se afirma que Florida fue fundada en 1825 o 1826 y utilizan el 13 de junio como fecha, por ser esta la fecha de las fiestas patronales de San Antonio de Padua, patrono de Florida para la Iglesia católica.

## Economía
La economía municipal está basada en la agroindustria azucarera en un 80%
Además de los cultivos de caña de azúcar, en tierras floridanas también se hallan cultivos de café, plátano, soya, cacao y maíz.
Sector primario
- Agricultura. Existen diferentes actividades agrícolas en el municipio de Florida tanto en el área plana (Caña de Azúcar principalmente, entre otros) como en el área media del municipio (Plátano, maíz, frijol hortalizas, árboles frutales, entre otros), en las tablas e imágenes que vienen a continuación se podrán apreciar algunas de ellas, sin embargo se puede apreciar como en Florida se cultivan debido a su variedad de climas diferentes productos con potencial de exportación.
- Ganadería. Existe ganadería doble propósito, ceba y producción de leche, comercializada posteriormente tanto al interior del municipio como en municipios vecinos.
- Piscicultura. Esta se desarrolla en menor proporción en algunas áreas del municipio aunque en producciones pequeñas y muy rudimentarias.
- Porcicultura. Esta actividad se desarrolla dentro del municipio.

## Demografía
Florida tiene una población de 58.350 habitantes (2020). Aunque la población ha ascendido en casi un 50% en los últimos años, por población proveniente del Cauca, Nariño y Chocó, personas que buscan un mejor bienestar y fuentes de empleo en los ingenios azucareros de la región.
También se encuentra el Resguardo Indígena Nasa que fue legalizado en la alcaldía del Dr. Heriberto Sanabria.  A nivel nacional, Florida ocupa el puesto 96 de los 1.119 municipios que hay en Colombia y representa un 0,1306 % de la población total del país.

## Fiestas
- Feria de la Caña de Azúcar
- Feria del Río Frayle o festival de verano
- Festival Cultural Latinoamericano Pachamama.
- Festival Internacional de Danza Colombia Baila
- Festival Afrocolombiano
- Festival de Negros y Blancos
- Festival del Mecano (En proceso de Institucionalizar).

Los esfuerzos de los Floridanos, se está encaminando a realizar encuentros y festividades de tipo cultural en la actualidad.

## Servicios
Turismo Ecológico

### Educación
- Institución Educativa Absalón Torres Camacho
- Institución Educativa Ciudad Florida
- Institución Educativa Las Américas
- Institución Educativa Regional Simón Bolívar
- Institución Educativa Atanasio Girardot
- Institución Educativa José María Córdoba
- Institución Educativa IDEBIC
- Instituto Comercial San Francisco de Asís
- Instituto Técnico Ricardo Nieto
- Instituto Emmanuel
- Instituto Rafael Núñez
- Instituto técnico ambiental Alexander Von Humboldt

## Servicios públicos
- Energía Eléctrica: Celsia, es la empresa prestadora del servicio de energía eléctrica.[6]
- Gas Natural: Gases de Occidente es la empresa distribuidora y comercializadora de gas natural en el municipio.
- Acueducto y Alcantarillado: ACUAVALLE